# Cyrille Van Hauwaert
Cyrille Van Hauwaert (Moorslede, 16 de desembre de 1883 - Zellik, 15 de febrer de 1974) fou un ciclista i empresari belga. Va córrer entre 1907 i 1915. Va crear l'empresa industrial «Cycles & Pneus Van Hauwaert».
Les seves victòries més significatives foren a les clàssiques Bordeus-París (1907, 1909), Milà-San Remo (1908) i París-Roubaix (1908), així com una etapa del Tour de França de 1909. Heroi esportiu de la seva època, va rebre el motiu «Lleó de Flandes», l'emblema de l'escut de Flandes.
Va ser uns d'aquests joves esportistes, d'origen modest, en el temps de la Flandes Pobra (Arm Vlaanderen), que per l'esport va reeixir l'ascens social. Va esdevenir un impresari exitós en la indústria ciclista i va crear als anys 1950 el seu proper equip. A l'apogeu les seves bicicletes es van vendre en més de set-centes botigues de Bèlgica. Com ciclista i com empresari, no aturava mai defendre els valors de resiliència, determinació i la disciplina com essencials per fer carrera.

## Palmarès[5]
- 1907
  - 1r a la Bordeus-París
- 1908
  - 1r a la Milà-Sanremo
  - 1r a la París-Roubaix
- 1909
  -  Campió de Bèlgica en ruta
  - 1r a la Bordeus-París
  - Vencedor d'una etapa al Tour de França
- 1910
  - 1r de la París-Menen
- 1914
  - 1r dels Sis dies de Brussel·les (amb John Stol)
- 1915
  - 1r dels Sis dies de Brussel·les (amb Joseph van Bever)

### Resultats al Tour de França
- 1907. Abandona (10a etapa)
- 1908. Abandona (6a etapa)
- 1909. 5è a la classificació general i vencedor d'una etapa. Porta el mallot groc durant 1 etapa
- 1910. 4t a la classificació general
- 1911. 12è a la classificació general
- 1912. 28è a la classificació general